# Sarirejo (Mojosari)
Sarirejo is een bestuurslaag in het regentschap Mojokerto van de provincie Oost-Java, Indonesië. Sarirejo telt 2190 inwoners (volkstelling 2010).